# Большетарханское сельское поселение
Большетарханское се́льское поселе́ние — муниципальное образование в Тетюшском районе Татарстана Российской Федерации.
Административный центр — село Большие Тарханы.

## История
Статус и границы сельского поселения установлены Законом Республики Татарстан от 31 января 2005 года № 41-ЗРТ «Об установлении границ территорий и статусе муниципального образования "Тетюшский муниципальный район" и муниципальных образований в его составе».

## Население
| 2010  | 2011  | 2012  | 2013  | 2014  | 2015  | 2016  |
| ----- | ----- | ----- | ----- | ----- | ----- | ----- |
| 1416  | ↘1403 | ↘1355 | ↘1349 | ↘1318 | ↘1303 | ↘1259 |
| 2017  | 2018  |       |       |       |       |       |
| ↘1226 | ↘1203 |       |       |       |       |       |

## Состав сельского поселения
| № | Населённый пункт | Тип населённого пункта       | Население |
| - | ---------------- | ---------------------------- | --------- |
| 1 | Большие Тарханы  | село, административный центр | ↘934      |
| 2 | Мемей            | посёлок                      |           |
| 3 | Нижние Тарханы   | село                         |           |
| 4 | Тюкаши           | посёлок                      |           |